# محوطه گور مرادی
محوطه گور مرادی مربوط به دوره اشکانیان - دوره ساسانیان - سده‌های اولیه دوران‌های تاریخی پس از اسلام است و در شهرستان خرم‌آباد، بخش ویسیان، دهستان شوراب، روستای نجم سهیلی واقع شده و این اثر در تاریخ ۲۸ اسفند ۱۳۸۵ با شمارهٔ ثبت ۱۸۵۱۶ به‌عنوان یکی از آثار ملی ایران به ثبت رسیده است.